# Фестивальный парк
Детский парк «Фестивальный», встречается также Детский парк «Марьина роща» — парк в Центральном административном округе Москвы, в Мещанском районе, общей площадью 12,6 га.

## История
Парк создан в 1936 году на месте Лазаревского кладбища, за Камер-Коллежским валом. В XVII—XVIII веках это было небольшое немецкое кладбище для иноверцев, позже оно стало первым в Москве городским кладбищем. В 1746 году сюда был переведён «Убогий дом», куда привозили неопознанные трупы, а в 1750 году в этом месте устроено кладбище, где хоронили бедных людей. В 1787 году при кладбище был построен храм Сошествия Святаго Духа. С течением времени здесь стали хоронить и известных людей, представителей духовенства и дворянства. Всего насчитывалось около 50 тыс. захоронений на 22 гектарах земли. К началу XX века кладбище уже было достаточно запущено, в 1934 году его закрыли и вскоре полностью ликвидировали. С физкультурно-оздоровительными, эколого-биологическими задачами и с целью военно-патриотического воспитания молодёжи на большей территории бывшего кладбища был разбит парк, получивший название «Детский парк им. Ф. Э. Дзержинского».
В 1985 году парк был реконструирован и одновременно получил новое название «Фестивальный», в 2000 году Префектурой Центрального административного округа (ЦАО) была проведена вторая реконструкция.
В 2017 году в парке была проведена повторная реконструкция и благоустройство. Основанием для работ послужило запущенное состояние территории и просьбы местных жителей привести зону отдыха в порядок. Открытие обновленного парка состоялось 21 сентября 2017 года.

## Инфраструктура
После реконструкции 2017 года в парке были обновлены и обустроены пешеходные дорожки, спортивные и игровые зоны. Появились новые детские площадки для разных возрастов с современным игровым оборудованием: качелями-гнездами, элементами скалодрома, тарзанкой. Новая спортивная инфраструктура включает велосипедную дорожку, уличные тренажеры, столы для игры в пинг-понг, воркаут.
В ходе работ была полностью реконструирована баскетбольная площадка «Рижка», однако в 2019 году место обновили повторно: здесь появилась брендированная площадка adidas Central Court. Было построено три больших корта, или 6 площадок для стритбола. Поле оформил уличный художник Nootk в сотрудничестве с арт-группой Project Backboard (Лос-Анджелес).
В парке также обновили конно-спортивную площадку и пустили от нее песчаную дорожку для лошадей, реконструировали голубятню и расширили площадку для выгула собак. Построена новая уличная эстрада.
На территории парка расположен Культурно-спортивный комплекс «Новая Лига», включающий спортивные площадки, тренажерный зал, кёрлинг-клуб.
В период работы на территории Детского оздоровительно-образовательного центра «Парк Фестивальный» в зоне отдыха насчитывалось более 40 спортивно-досуговых объединений. Летом работал детский лагерь. В настоящее время ДООЦ ликвидирован.
Парк пользуется популярностью и среди студентов близлежащих учебных заведений. Ежедневно его посещают несколько тысяч человек.

## Достопримечательности
Храм Сошествия Святого Духа – православный храм, построенный по проекту архитектора Е. Назарова в стиле раннего классицизма. Строительство велось с 1782 по 1787 годы. Храм является объектом культурного наследия федерального значения.
Памятник императору Николаю II – бронзовый монумент авторства В. Клыкова. Установлен около Храма Сошествия Святого Духа и освящен в 2014 году. Бюст стал даром Первоиерарха Русской Православной церкви заграницей митрополита Илариона в память о 400-летии воцарения в России Дома Романовых и 100-летии начала Первой мировой войны.

## Местоположение
С запада парк ограничен улицей Советской Армии, с востока — Олимпийским проспектом, с севера — улицей Сущёвский Вал и с юга — Трифоновской улицей. Ближайшая станция метро — Марьина Роща Люблинско-Дмитровской линии. Главный вход находится со стороны Олимпийского проспекта.
Официальный адрес — улица Сущёвский Вал, дом 56.